# Aphanotrigonum parahastatum
Aphanotrigonum parahastatum is een vliegensoort uit de familie van de halmvliegen (Chloropidae). De wetenschappelijke naam van de soort is voor het eerst geldig gepubliceerd in 1981 door Dely-Draskovits.